# 碧梧小築

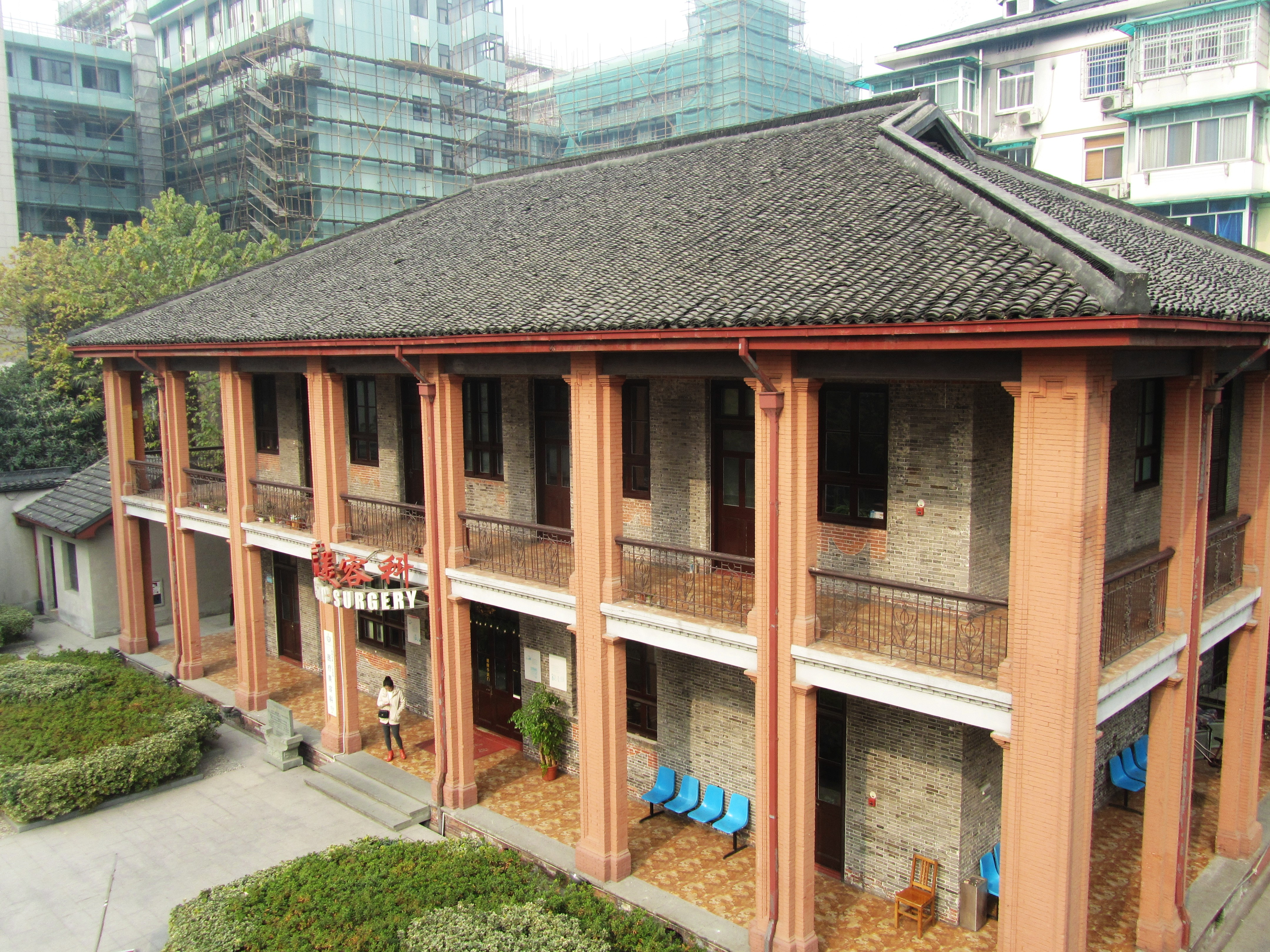
碧梧小築

碧梧小築是位於中國浙江省杭州市上城區學士公園的一座建築。碧梧小築建於1930年代，曾是陝西省主席祝紹周的住宅。中央氣象局杭州氣象站亦曾設在這裡。